# Камилар, Эусебиу
Эусебиу (Евсевий) Камила́р (рум. Eusebiu Camilar; 7 октября 1910, Удешть, Буковина , Австро-Венгрия — 27 августа 1965, Бухарест) — румынский писатель
, поэт, драматург и переводчик, член-корреспондент Румынской академии (с 1955).

## Биография
Родился в крестьянской семье. Окончил школу в г. Сучава. Участник Второй мировой войны.

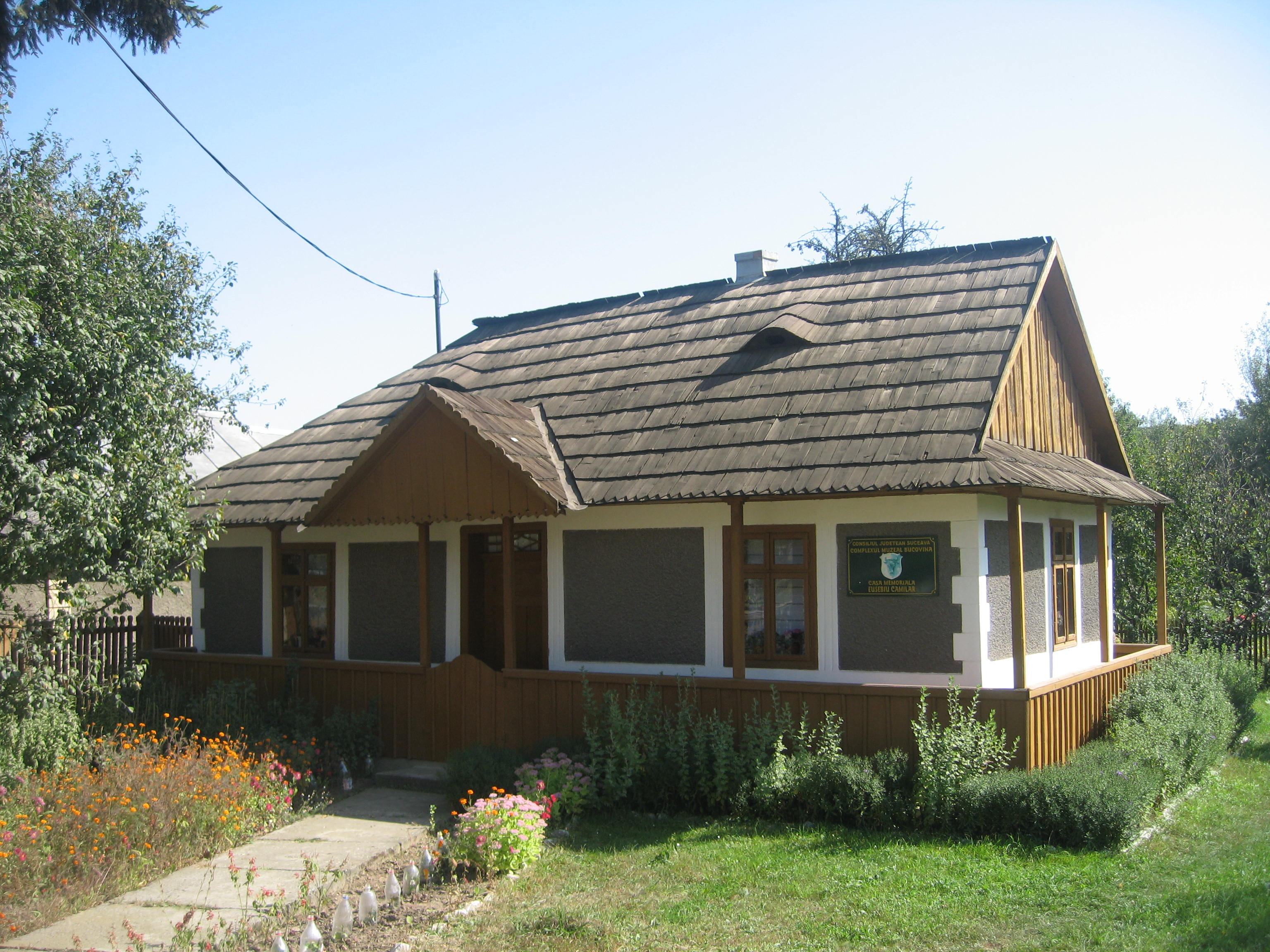
Мемориальный музей «Эусебиу Камилар» в Удешти

Дебютировал, как поэт в 1929 году. В сборнике стихотворений «Chemarea cumpenelor» («Зов вододелов») и «Nocturne» («Ноктюрны»; обе — Бухарест, 1937) звучал протест против социальной несправедливости и призыв к борьбе за свободу. Тяжелая жизнь румынских крестьян, их свободолюбивые устремления отразил в романах «Cordun» («Кордун», 1942), «Prăpădul Slobodei» («Гибель свободы», Яссы, 1943), «Turmele» («Отары», 1946), «Valea hoţilor» («Злодейский яр», 1948) и сборнике рассказов «Avizuha» («Авизуха», 1945; все — Бухарест). Роман «Negura» («Тьма», Бухарест, 1949—1950, т. 1-2) — о событиях Второй мировой войны. Послевоенному селу посвящён его роман «Temelia» («Фундамент», Бухарест, 1951).
Переводил с индийского, китайского, латинского и русского языков (отдельные произведения А. Пушкина, Н. Гоголя, А. Толстого, М. Горького). В книге «Povestiri eroice» («Героические рассказы», 1965) и сборнике путевых заметок «Farmecul depărtărilor» («Обаяние дали», 1966; обе — Бухарест) отразил дружеские отношения между румынским и украинским народами.
Автор статей об И. Франко («Cântăreţul făcliilor libere» — «Спевец свободных огней», 1956) и Т. Шевченко («Fiul sclavului» — «Сын раба»; «Focul invincibil» — «Неугасимый огонь»; обе — 1961.
В родном селе открыт Мемориальный музей Э. Камила́ра.
Его женой была поэтесса Магда Исанос (1916—1944).